# Florin-Costin Pâslaru
Florin-Costin Pâslaru (n. 5 septembrie 1959) este un politician român, fost deputat în legislaturile 2008-2012 și 2012-2016 din partea USL Galați.

## Controverse
Pe 7 ianuarie 2014 Florin Pâslaru a fost trimis în judecată de Parchetul de pe lângă Înalta Curte de Casație și Justiție pentru conflict de interese.
Pe 15 iulie 2016 Înalta Curte de Casație și Justiție l-a condamnat definitiv la 6 luni de închisoare cu suspendare în acest dosar.
În 2021, Florin Costin Pâslaru a fost condamnat de Curtea de Apel Pitești la 2 ani de închisoare cu suspendare.
1. ↑  „cv”. Arhivat din original la 29 decembrie 2022. Accesat în 29 decembrie 2022.
2. ↑  „trimitere”.
3. ↑  „condamnare”. Arhivat din original la 29 decembrie 2022. Accesat în 29 decembrie 2022.
4. ↑  Florin Pâslaru, condamnat la doi ani de închisoare - Reperul, 13 mai 2021